# خوسيه ماريا رودريغيز دي لوسادا
خوسيه ماريا رودريغيز دي لوسادا (بالإسبانية: José María Rodríguez de Losada)‏ (إشبيلية؛ 1826-شريش؛ 1896)؛ هو رسام أندلسي إسباني مختص في اللوحات التاريخية حيث رسم العديد من ملوك ليون وقشتالة وأيضا برع في اللوحات الدينية والأدبية والصور.
أيضا هو فارس من فرسان سانتياغو، وعضو في الأكاديمية سان فرناندو الملكية للفنون الجميلة في مدريد.

## الجوائز والأوسمة
- ميدالية الفضية من وسام كارلوس الثالث بمناسبة معرض الرسم بإشبيلية عام 1843.
- وسام الشرفاء من معرض القومي للفنون التشكيلية في عام 1858 و1867
- جوائز الأولى من أكاديمية القديسة إليزابيث المجرية للفنون الجميلة، إشبيلية بين عامي 1854 و1856.
- الجائزة الأولى من معرض جمعية أصدقاء الوطن، 1858.